# Christian X's hjemkomst
Christian X's hjemkomst er en dansk stumfilm fra 1921 med ukendt instruktør.

## Handling
Ombord på et krigsskib vender kong Christian X hjem (Muligvis er det hjemkomsten fra besøget på Island og Færøerne i 1921). Ankommer til Langelinie og modtages af den kongelige familie, der går ombord på skibet.